# عدنان القصار
عدنان القصَّار (1930 - 2 مايو 2025) هو محامٍ ورجل أعمال وسياسي لبناني، خدم في مناصب وزارية مختلفة.

## النشأة وتعليمه
ولد القصَّار في عائلة سُنِّيَّة في بيروت عام 1930، حصل على شهادة في القانون من جامعة القديس يوسف في عام 1951.

## مهنته
بالإضافة إلى كونه محامياً فإن القصار رجل أعمال يتعامل مع الاستثمارات المالية، فقد قام بتأسيس وتملك العديد من الشركات فيما يتعلق بالتجارة والشحن والسفر والصناعة، كما أنه رئيسًا لمجموعة القصَّار، بالإضافة إلى أنه مساهم في شركة وليد جنبلاط لإنتاج الأسمنت، وشغل القصار منصب رئيس غرفة تجارة وصناعة بيروت منذ ما يقرب من ثلاثين عامًا وقد انتُخِبَ لذلك في يناير 1972، وفي يونيو 1997 أصبح رئيسًا لاتحاد غرف التجارة والصناعة والزراعة في لبنان، ومن عام 1999 حتى عام 2000 ترأس غرفة التجارة الدولية (ICC) ومقرها باريس، وفي 1 كانون الثاني (يناير) 2001 خلفه ريتشارد ماكورميك الذي شغل منصب نائبه في المحكمة الجنائية الدولية وأصبح رئيسًا للمحكمة الجنائية الدولية.
وفي يناير 2003 تم تعيين القصار عضوًا في لجنة رعاة المنظمة الأنجلو-عربية، بالإضافة إلى ذلك يعتبر القصار وشقيقه من المساهمين في فرنسبنك وهو بنك تجاري لبناني كبير وكان القصار هو رئيس البنك، كما أنه رئيس الاتحاد العام لغرف التجارة والصناعة والزراعة واللجان الاقتصادية في لبنان.
في أكتوبر 2004 تم تعيين القصار وزيرًا للاقتصاد والتجارة في مجلس الوزراء برئاسة رئيس الوزراء عمر كرامي ليحل محل وزير الاقتصاد مروان حمادة. وقد استمرت فترة ولايته حتى عام 2005 عندما استقال كرامي من منصبه بسبب الضغوط التي مارسها الشعب اللبناني كاحتجاج على اغتيال رفيق الحريري، فخلف القصارَ ديميانوسُ في هذا المنصب، وفي وقت لاحق شغل القصار منصب وزير الدولة في مجلس الوزراء برئاسة رئيس الوزراء سعد الدين الحريري من نوفمبر 2009 حتى 2011، كان القصار أحد أعضاء مجلس الوزراء الذين عينهم الرئيس اللبناني ميشال سليمان.
يُعتبر القصار رئيسًا محتملاً للوزراء منذ بداية الألفية الجديدة، فبعد استقالة رئيس الوزراء نجيب ميقاتي في مارس 2013 أعلن قصار نفسه أيضًا أنه مرشح دائم لهذا المنصب، ومع ذلك لم يكن مدعومًا لهذا المنصب من قبل الفصائل الرئيسية مثل تحالفات 14 مارس أو 8 مارس.

## جدال

### أوراق الجنة
في نوفمبر 2017 تم إجراء تحقيق باسمه بواسطة الاتحاد الدولي للمحققين الصحفيين في قائمة السياسيين المدرجين ‏ تحت ادعاء «أوراق الجنة».

### جوائزه
- وسام جوقة الشرف (فرنسا)[6]
- ضابط حاصل على رتبة وسام الأرز (لبنان)[6]
- ضابط حاصل على وسام الاستحقاق الوطني (فرنسا)[6]
- قائد الفرسان حاصل على وسام استحقاق الجمهورية الإيطالية.[6]

كما مُنح القصَّار جوائز أخرى بما في ذلك «قائد وسام الثنية ‏» وجائزة منتدى كرانس مونتانا عام 2000.

## حياته الشخصية
القصَّار هو ابن وفيق القصَّار الدبلوماسي البارز الذي شغل منصب سفير لبنان في باكستان وتركيا، وقد تزوج القصَّار من رضا ناظم المسقاوي ولديه ابنة هي رولا قصار.